# Alden (Kansas)
Alden – miasto w Stanach Zjednoczonych, w stanie Kansas, w hrabstwie Rice.